# 社口警察官吏派出所
24°14′49″N 120°41′07″E / 24.246861°N 120.685278°E
社口警察官吏派出所，是位於臺灣臺中市神岡區社口里、臺灣總督府警察時期的警政建築，原1913年落成的舊建物拆除北側的一面牆，修復後與新建物串接共構，現作為豐原分局社口派出所前棟建物。

## 歷史
豐原分局社口派出所的前身社口警察官吏派出所雖創立於1903年，但1904年才由捒東上堡社口住廳參事林振芳與庄長呂鶴巢等263名仕紳捐贈土地。

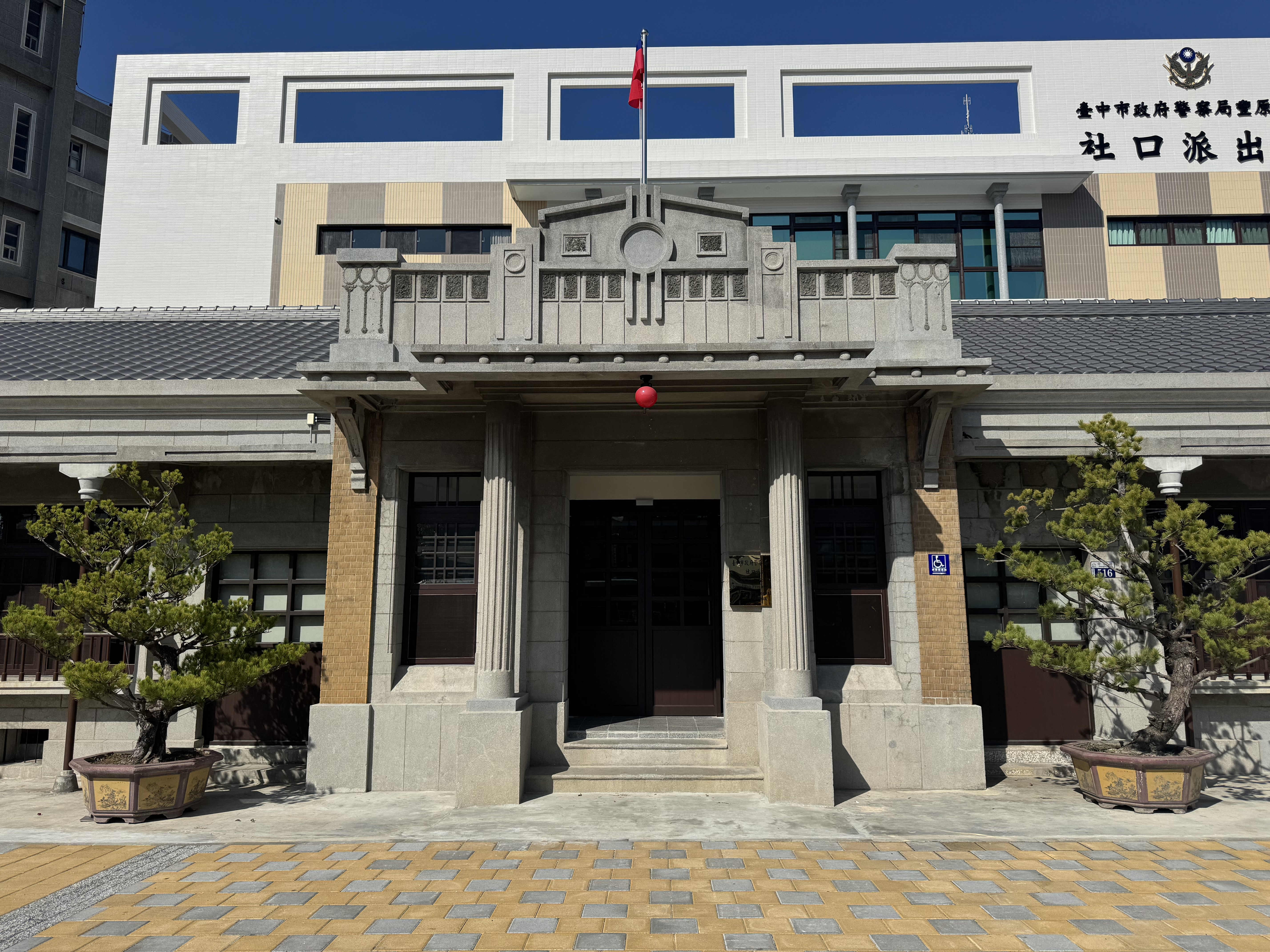
社口警察官吏派出所門廊

社口警察官吏派出所今存的部分為1913年落成的平房建築立面，具有羅馬柱、山型女兒牆、及牛腿撐起水平雨庇的門廊。風格為和洋混合式建築，牆面面飾材為洗石子，山牆與窗台採大量幾何圖形裝飾，以仿磚砌分割方式貼垂直長條的米黃色溝面磚，開窗位置皆有窗台。
1935年新竹-台中地震後，原址重修為鐵筋混凝土加強磚造。戰後地址屬於台中市神岡區中山路516號。1982年後，社口警察官吏派出所的立面就遭前面新蓋的豐原分局社口派出所磚建物鐵皮遮蔽。
2020年，因交通分隊進駐社口派出所而空間不敷使用，由當時副市長楊瓊瓔爭取中央核定補助興建經費4350萬元重建。文資團體為保存立面門廊，2020年4月29日舉行舉行協調會。副市長楊瓊瓔召集小組討論出新舊共構的建設方案後，由建築師詹益寧設計串接新舊共構，與地上3層樓的新建物1樓部分結合成大辦公室。
2021年5月7日，市長盧秀燕同意增加以第二預備金1500萬元來保存社口警察官吏派出所立面。之後又有大力卜董事長蕭瑞芬贊助500萬元修復，市府加追2300萬元，由港森營造公司修復。2021年9月1日，市長盧秀燕主持動工。

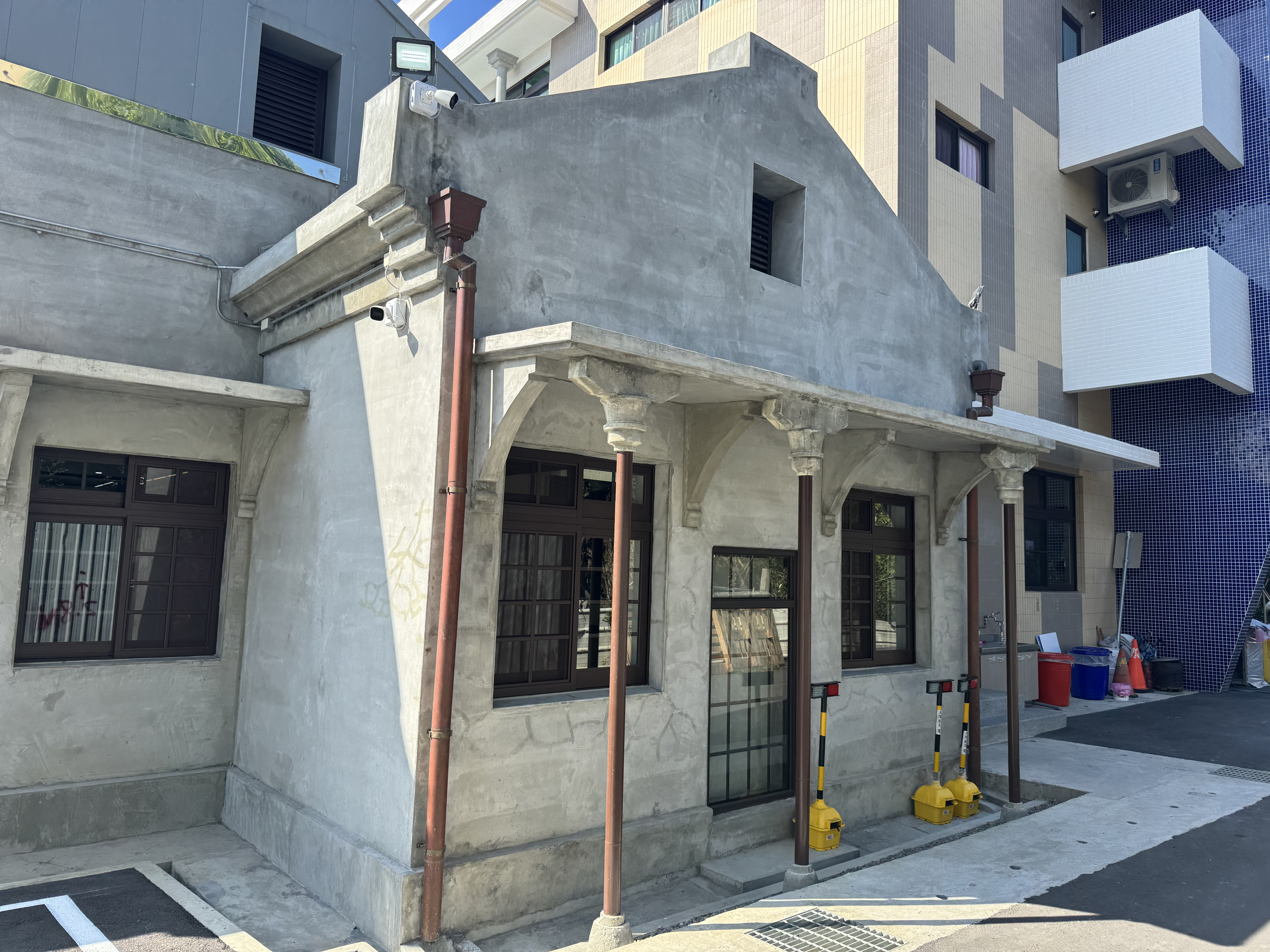
社口警察官吏派出所側面

2024年1月3日，重建落成時，除盧秀燕市長外、還有立委楊瓊瓔、市議員周永鴻、徐瑄灃、蕭隆澤、羅永珍、警察局長李文章、文化局長陳佳君、客委會主委江俊龍、經發局長張峯源 、文資處長李智富、神岡區長梁益明等均到場。修復後，內部展示百年前社口地區史料。警方還特地在門前種植青松、梅樹，以求「輕鬆沒事」。